# Tamara Tumánova
Tamara Vladímirovna Tumánova (en ruso: Тамара Владимировна Туманова; Tiumén, RSFS de Rusia; 2 de marzo de 1919-Santa Mónica, California; 29 de mayo de 1996) fue una bailarina y actriz rusa.

## Biografía
Tamara Tumánova nació en Tiumén, Rusia, siendo sus padres de origen georgiano o armenio.
La artista nació en un tren mientras su madre dejaba Georgia a la búsqueda de su marido, del cual había tenido que separarse en el año previo a la Revolución rusa de 1917. Cuando sus padres pudieron reunirse de nuevo, Tamara tenía 18 meses de edad. 
La familia escapó de Rusia a Shanghái, China, donde vivieron un año, yendo después a El Cairo, Egipto. Tras pasar un tiempo en campos de refugiados, pudieron asentarse en París, Francia, donde había una amplia comunidad de emigrados rusos. Allí Tamara recibió lecciones de piano y estudió ballet con Olga Preobrazhénskaya.
Tumánova debutó en la Ópera de París a los diez años de edad, participando en el ballet infantil L'Éventail de Jeanne. George Balanchine la vio dando clases de ballet y la llevó al Ballet Ruso de Montecarlo de Wassily de Basil, siendo una de las tres artistas conocidas como las «Baby Ballerinas». Además, fue llamada «La perla negra del ballet ruso». Balanchine coreografió para Tumánova papeles en los ballets Cotillon, Concurrence, Le Bourgeois Gentilhomme, y Le Palais de Cristal (posteriormente retitulado Sinfonía en Do) en 1947, en la Ópera de París.
Léonide Massine también trabajó con Tumánova en muchos de sus ballets. Así fue Top en Jeux d'Enfants.

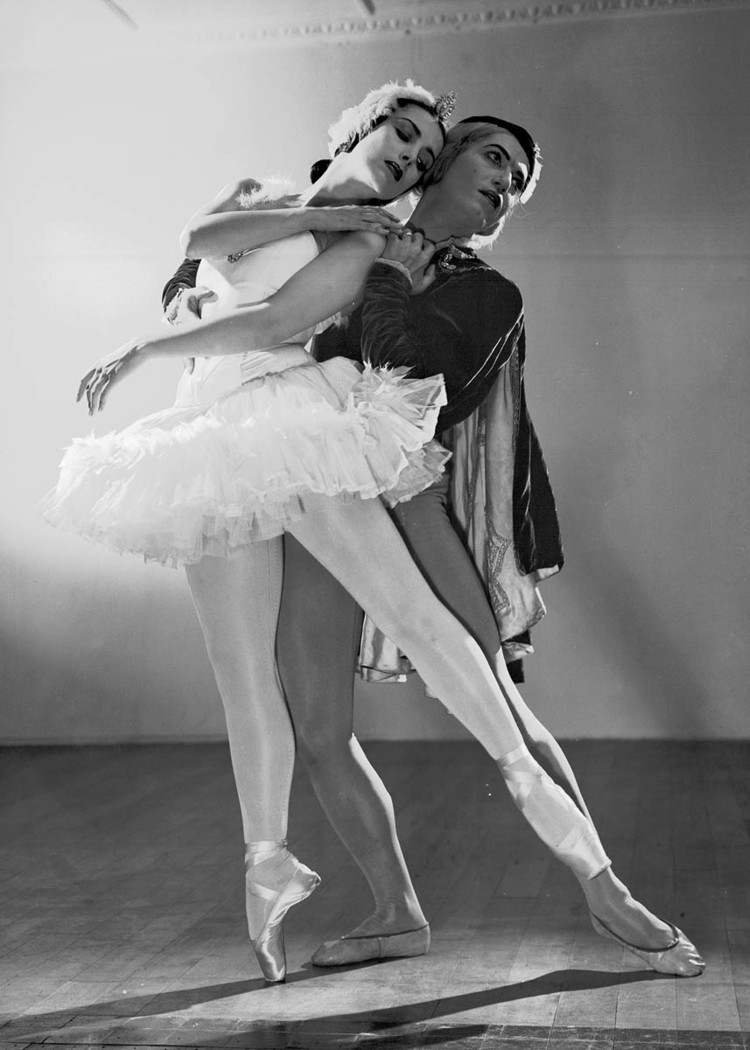
Tumánova y Serge Lifar en El lago de los cisnes.

En 1936, mientras Tumánova bailaba en Chicago, un chico de 16 años llamado Burr Tillstrom fue a verla actuar. Tras el ballet, Tillstrom fue a bambalinas y se presentó a la artista. Tumánova y Tillstrom llegaron a hacerse amigos y, un tiempo más tarde, Tillstrom le enseñó su marioneta favorita fabricada por él. La bailarina, sorprendida, exclamó: ¡Kukla! (‘muñeca’, en ruso), y Burr Tillstrom creó un show televisivo infantil en 1947 con el título de Kukla, Fran and Ollie.
En los Estados Unidos, Tumánova actuó en el cine. Así, intervino en los filmes The Private Life of Sherlock Holmes, Tonight We Sing (en el papel de Anna Pávlova), Deep in My Heart, Days of Glory, y la película de Alfred Hitchcock Cortina rasgada.
En 1944 se casó con el productor y guionista cinematográfico Casey Robinson, del cual se divorció más adelante. Fue maestra de ballet an el Centro de Bellas Artes en Panamá, Ciudad de Panamá en 1955-1957.
Tamara Tumánova falleció en Santa Mónica (California) en 1996. Tenía 77 años de edad. Fue enterrada en el cementerio Hollywood Forever de Los Ángeles, California.